# Abadiyeh (Liban)
Pour les articles homonymes, voir Abadiyeh.
Abadiyeh (arabe : العبادية ; également orthographiée al-Abadiyah ou Aabadiyeh) est une municipalité du district de Baabda du gouvernorat du Mont-Liban, au Liban.
Elle comprend une école publique, qui compte 345 élèves en 2006.

## Géographie
Elle est située à 16 kilomètres à l'est de Beyrouth et a une superficie de 916 hectares.
Les localités voisines sont Chouit à l'ouest, Beit Mery au nord-ouest, Ras el-Matn au nord, el-Halaliyeh à l'est, Baalchemay au sud-est et Aley et Ain el-Jdeide au sud.

## Personnalités liées à la commune
- Cyrine Abdelnour, actrice et chanteuse
- Zaher Al Indari, footballeur
- Michel Temer, président du Brésil
- Froncois Nader, directeur libanais de Moderna